# Skilanglauf-Eastern-Europe-Cup 2015/16
Der Skilanglauf-Eastern-Europe-Cup 2015/16 war eine von der FIS organisierte Wettkampfserie, die zum Unterbau des Skilanglauf-Weltcups 2015/16 gehörte. Sie begann am 20. November 2015 in Werschina Tjoi und endete am 29. Februar 2016 in Syktywkar. Die Gesamtwertung der Männer gewann Jewgeni Dementjewv; bei den Frauen war Jelena Soboljowa erfolgreich.

## Männer

### Resultate
| 1. Eastern-Europe-Cup in Werschina Tjoi, 20. bis 24. November 2015 | 1. Eastern-Europe-Cup in Werschina Tjoi, 20. bis 24. November 2015 | 1. Eastern-Europe-Cup in Werschina Tjoi, 20. bis 24. November 2015 | 1. Eastern-Europe-Cup in Werschina Tjoi, 20. bis 24. November 2015 | 1. Eastern-Europe-Cup in Werschina Tjoi, 20. bis 24. November 2015 |
| ------------------------------------------------------------------ | ------------------------------------------------------------------ | ------------------------------------------------------------------ | ------------------------------------------------------------------ | ------------------------------------------------------------------ |
| Datum                                                              | Disziplin                                                          | Erster Platz                                                       | Zweiter Platz                                                      | Dritter Platz                                                      |
| 20. November 2015                                                  | 10 km klassisch                                                    | Nikita Stupak                                                      | Artjom Nikolajew                                                   | Artjom Schmurko                                                    |
| 22. November 2015                                                  | Sprint klassisch                                                   | Alexander Panschinski                                              | Michail Dewjatjarow                                                | Gleb Retiwych                                                      |
| 23. November 2015                                                  | Sprint Freistil                                                    | Iwan Jakimuschkin                                                  | Michail Dewjatjarow                                                | Gleb Retiwych                                                      |
| 24. November 2015                                                  | 15 km Freistil                                                     | Dmitri Rostowzew                                                   | Artjom Nikolajew                                                   | Artjom Schmurko                                                    |

| 2. Eastern-Europe-Cup in Krasnogorsk, 24. bis 27. Dezember 2015 | 2. Eastern-Europe-Cup in Krasnogorsk, 24. bis 27. Dezember 2015 | 2. Eastern-Europe-Cup in Krasnogorsk, 24. bis 27. Dezember 2015 | 2. Eastern-Europe-Cup in Krasnogorsk, 24. bis 27. Dezember 2015 | 2. Eastern-Europe-Cup in Krasnogorsk, 24. bis 27. Dezember 2015 |
| --------------------------------------------------------------- | --------------------------------------------------------------- | --------------------------------------------------------------- | --------------------------------------------------------------- | --------------------------------------------------------------- |
| Datum                                                           | Disziplin                                                       | Erster Platz                                                    | Zweiter Platz                                                   | Dritter Platz                                                   |
| 24. Dezember 2015                                               | 15 km klassisch                                                 | Wettkampf abgesagt                                              | Wettkampf abgesagt                                              | Wettkampf abgesagt                                              |
| 26. Dezember 2015                                               | Sprint klassisch                                                | Wettkampf abgesagt                                              | Wettkampf abgesagt                                              | Wettkampf abgesagt                                              |
| 27. Dezember 2015                                               | Sprint Freistil                                                 | Wettkampf abgesagt                                              | Wettkampf abgesagt                                              | Wettkampf abgesagt                                              |
| 27. Dezember 2015                                               | 30 km Freistil                                                  | Wettkampf abgesagt                                              | Wettkampf abgesagt                                              | Wettkampf abgesagt                                              |

| 3. Eastern-Europe-Cup in Minsk, 15. bis 17. Januar 2016 | 3. Eastern-Europe-Cup in Minsk, 15. bis 17. Januar 2016 | 3. Eastern-Europe-Cup in Minsk, 15. bis 17. Januar 2016 | 3. Eastern-Europe-Cup in Minsk, 15. bis 17. Januar 2016 | 3. Eastern-Europe-Cup in Minsk, 15. bis 17. Januar 2016 |
| ------------------------------------------------------- | ------------------------------------------------------- | ------------------------------------------------------- | ------------------------------------------------------- | ------------------------------------------------------- |
| Datum                                                   | Disziplin                                               | Erster Platz                                            | Zweiter Platz                                           | Dritter Platz                                           |
| 15. Januar 2016                                         | 10 km klassisch                                         | Nikita Stupak                                           | Sergei Turyschew                                        | Dmitri Japarow                                          |
| 16. Januar 2016                                         | Sprint Freistil                                         | Andrei Parfjonow                                        | Michail Dewjatjarow                                     | Michail Kuklin                                          |
| 17. Januar 2016                                         | 20 km Skiathlon                                         | Andrei Melnitschenko                                    | Jewgeni Dementjewv                                      | Raul Schakirsjanow                                      |

| 4. Eastern-Europe-Cup in Krasnogorsk und Moskau, 12. und 14. Februar 2016 | 4. Eastern-Europe-Cup in Krasnogorsk und Moskau, 12. und 14. Februar 2016 | 4. Eastern-Europe-Cup in Krasnogorsk und Moskau, 12. und 14. Februar 2016 | 4. Eastern-Europe-Cup in Krasnogorsk und Moskau, 12. und 14. Februar 2016 | 4. Eastern-Europe-Cup in Krasnogorsk und Moskau, 12. und 14. Februar 2016 |
| ------------------------------------------------------------------------- | ------------------------------------------------------------------------- | ------------------------------------------------------------------------- | ------------------------------------------------------------------------- | ------------------------------------------------------------------------- |
| Datum                                                                     | Disziplin                                                                 | Erster Platz                                                              | Zweiter Platz                                                             | Dritter Platz                                                             |
| 12. Februar 2016                                                          | 15 km klassisch                                                           | Dmitri Japarow                                                            | Konstantin Glawatskich                                                    | Andrey Feller                                                             |
| 14. Februar 2016                                                          | Sprint Freistil                                                           | Nikolai Morilow                                                           | Andrei Parfjonow                                                          | Michail Dewjatjarow                                                       |

| 5. Eastern-Europe-Cup in Syktywkar, 25. bis 29. Februar 2016 | 5. Eastern-Europe-Cup in Syktywkar, 25. bis 29. Februar 2016 | 5. Eastern-Europe-Cup in Syktywkar, 25. bis 29. Februar 2016 | 5. Eastern-Europe-Cup in Syktywkar, 25. bis 29. Februar 2016 | 5. Eastern-Europe-Cup in Syktywkar, 25. bis 29. Februar 2016 |
| ------------------------------------------------------------ | ------------------------------------------------------------ | ------------------------------------------------------------ | ------------------------------------------------------------ | ------------------------------------------------------------ |
| Datum                                                        | Disziplin                                                    | Erster Platz                                                 | Zweiter Platz                                                | Dritter Platz                                                |
| 25. Februar 2016                                             | 15 km Freistil                                               | Iwan Artejew                                                 | Jewgeni Dementjewv                                           | Wladislaw Skobelew                                           |
| 26. Februar 2016                                             | Sprint klassisch                                             | Jermil Wokujew                                               | Nikita Stupak                                                | Andrei Parfjonow                                             |
| 29. Februar 2016                                             | 30 km Skiathlon                                              | Pjotr Sedow                                                  | Jewgeni Dementjewv                                           | Konstantin Glawatskich                                       |

### Gesamtwertung Männer
| Rang | Name                   | Punkte |
| ---- | ---------------------- | ------ |
| 1.   | Jewgeni Dementjewv     | 527    |
| 2.   | Michail Dewjatjarow    | 493    |
| 3.   | Nikita Stupak          | 420    |
| 4.   | Artjom Nikolajew       | 374    |
| 5.   | Dmitri Japarow         | 324    |
| 6.   | Andrei Parfjonow       | 320    |
| 7.   | Andrey Feller          | 313    |
| 8.   | Andrei Melnitschenko   | 249    |
| 9.   | Artjom Schmurko        | 243    |
| 10.  | Konstantin Glawatskich | 220    |
| 11.  | Igor Usachov           | 204    |
| 12.  | Alexei Wizenko         | 196    |
| 13.  | Nikolai Morilow        | 191    |
| 14.  | Iwan Jakimuschkin      | 185    |

| Rang | Name                  | Punkte |
| ---- | --------------------- | ------ |
| 15.  | Jermil Wokujew        | 175    |
| 16.  | Rifat Safiullin       | 172    |
| 17.  | Alexander Panschinski | 171    |
| 18.  | Gleb Retiwych         | 154    |
| 19.  | Raul Schakirsjanow    | 153    |
| 20.  | Iwan Artejew          | 150    |
| 21.  | Pjotr Sedow           | 145    |
| 22.  | Alexander Utkin       | 140    |
| 23.  | Dmitri Rostowzew      | 134    |
| 24.  | Pawel Petrow          | 117    |
| 25.  | Sergei Nowikow        | 115    |
| 26.  | Sergei Turyschew      | 110    |
| 27.  | Michail Kuklin        | 107    |
| 28.  | Viktor Ermilin        | 105    |

| Rang | Name               | Punkte |
| ---- | ------------------ | ------ |
| 29.  | Alexander Grebenko | 102    |
| 30.  | Ildar Fayzullov    | 101    |
| 31.  | Yuriy Gavrilov     | 98     |
| 31.  | Ilja Semikow       | 98     |
| 33.  | Pawel Sjulatow     | 97     |
| 33.  | Maxim Tolkachev    | 97     |
| 35.  | Michail Sjamjonau  | 90     |
| 35.  | Wladislaw Skobelew | 90     |
| 37.  | Andrei Krasnow     | 89     |
| 38.  | Anton Gafarow      | 85     |
| 39.  | Anton Suzdalev     | 84     |
| 40.  | Anton Shatagin     | 79     |

## Frauen

### Resultate
| 1. Eastern-Europe-Cup in Werschina Tjoi, 20. bis 24. November 2015 | 1. Eastern-Europe-Cup in Werschina Tjoi, 20. bis 24. November 2015 | 1. Eastern-Europe-Cup in Werschina Tjoi, 20. bis 24. November 2015 | 1. Eastern-Europe-Cup in Werschina Tjoi, 20. bis 24. November 2015 | 1. Eastern-Europe-Cup in Werschina Tjoi, 20. bis 24. November 2015 |
| ------------------------------------------------------------------ | ------------------------------------------------------------------ | ------------------------------------------------------------------ | ------------------------------------------------------------------ | ------------------------------------------------------------------ |
| Datum                                                              | Disziplin                                                          | Erster Platz                                                       | Zweiter Platz                                                      | Dritter Platz                                                      |
| 20. November 2015                                                  | 5 km klassisch                                                     | Olga Kusjukowa                                                     | Jelena Soboljowa                                                   | Alissa Schambalowa                                                 |
| 22. November 2015                                                  | Sprint klassisch                                                   | Alissa Schambalowa                                                 | Darja Wedenina                                                     | Jelena Soboljowa                                                   |
| 23. November 2015                                                  | Sprint Freistil                                                    | Jelena Soboljowa                                                   | Darja Wedenina                                                     | Alissa Schambalowa                                                 |
| 24. November 2015                                                  | 10 km Freistil                                                     | Jelena Soboljowa                                                   | Anastassija Sedowa                                                 | Olga Repnizyna                                                     |

| 2. Eastern-Europe-Cup in Krasnogorsk, 24. bis 27. Dezember 2015 | 2. Eastern-Europe-Cup in Krasnogorsk, 24. bis 27. Dezember 2015 | 2. Eastern-Europe-Cup in Krasnogorsk, 24. bis 27. Dezember 2015 | 2. Eastern-Europe-Cup in Krasnogorsk, 24. bis 27. Dezember 2015 | 2. Eastern-Europe-Cup in Krasnogorsk, 24. bis 27. Dezember 2015 |
| --------------------------------------------------------------- | --------------------------------------------------------------- | --------------------------------------------------------------- | --------------------------------------------------------------- | --------------------------------------------------------------- |
| Datum                                                           | Disziplin                                                       | Erster Platz                                                    | Zweiter Platz                                                   | Dritter Platz                                                   |
| 24. Dezember 2015                                               | 10 km klassisch                                                 | Wettkampf abgesagt                                              | Wettkampf abgesagt                                              | Wettkampf abgesagt                                              |
| 26. Dezember 2015                                               | Sprint klassisch                                                | Wettkampf abgesagt                                              | Wettkampf abgesagt                                              | Wettkampf abgesagt                                              |
| 27. Dezember 2015                                               | Sprint Freistil                                                 | Wettkampf abgesagt                                              | Wettkampf abgesagt                                              | Wettkampf abgesagt                                              |
| 27. Dezember 2015                                               | 15 km Freistil                                                  | Wettkampf abgesagt                                              | Wettkampf abgesagt                                              | Wettkampf abgesagt                                              |

| 3. Eastern-Europe-Cup in Minsk, 15. bis 17. Januar 2016 | 3. Eastern-Europe-Cup in Minsk, 15. bis 17. Januar 2016 | 3. Eastern-Europe-Cup in Minsk, 15. bis 17. Januar 2016 | 3. Eastern-Europe-Cup in Minsk, 15. bis 17. Januar 2016 | 3. Eastern-Europe-Cup in Minsk, 15. bis 17. Januar 2016 |
| ------------------------------------------------------- | ------------------------------------------------------- | ------------------------------------------------------- | ------------------------------------------------------- | ------------------------------------------------------- |
| Datum                                                   | Disziplin                                               | Erster Platz                                            | Zweiter Platz                                           | Dritter Platz                                           |
| 15. Januar 2016                                         | 5 km klassisch                                          | Darja Wedenina                                          | Jelena Soboljowa                                        | Julija Tichonowa                                        |
| 16. Januar 2016                                         | Sprint Freistil                                         | Jelena Soboljowa                                        | Darja Wedenina                                          | Maria Davydenkova                                       |
| 17. Januar 2016                                         | 10 km Skiathlon                                         | Darja Wedenina                                          | Jelena Soboljowa                                        | Maria Davydenkova                                       |

| 4. Eastern-Europe-Cup in Krasnogorsk und Moskau, 12. und 14. Februar 2016 | 4. Eastern-Europe-Cup in Krasnogorsk und Moskau, 12. und 14. Februar 2016 | 4. Eastern-Europe-Cup in Krasnogorsk und Moskau, 12. und 14. Februar 2016 | 4. Eastern-Europe-Cup in Krasnogorsk und Moskau, 12. und 14. Februar 2016 | 4. Eastern-Europe-Cup in Krasnogorsk und Moskau, 12. und 14. Februar 2016 |
| ------------------------------------------------------------------------- | ------------------------------------------------------------------------- | ------------------------------------------------------------------------- | ------------------------------------------------------------------------- | ------------------------------------------------------------------------- |
| Datum                                                                     | Disziplin                                                                 | Erster Platz                                                              | Zweiter Platz                                                             | Dritter Platz                                                             |
| 12. Februar 2016                                                          | 10 km klassisch                                                           | Anastassija Wlassowa                                                      | Polina Seronosova                                                         | Olga Michailowa                                                           |
| 14. Februar 2016                                                          | Sprint Freistil                                                           | Olga Zarjowa                                                              | Viktoria Kuramshina                                                       | Vasilina Yudina                                                           |

| 5. Eastern-Europe-Cup in Syktywkar, 25. bis 29. Februar 2016 | 5. Eastern-Europe-Cup in Syktywkar, 25. bis 29. Februar 2016 | 5. Eastern-Europe-Cup in Syktywkar, 25. bis 29. Februar 2016 | 5. Eastern-Europe-Cup in Syktywkar, 25. bis 29. Februar 2016 | 5. Eastern-Europe-Cup in Syktywkar, 25. bis 29. Februar 2016 |
| ------------------------------------------------------------ | ------------------------------------------------------------ | ------------------------------------------------------------ | ------------------------------------------------------------ | ------------------------------------------------------------ |
| Datum                                                        | Disziplin                                                    | Erster Platz                                                 | Zweiter Platz                                                | Dritter Platz                                                |
| 25. Februar 2016                                             | 10 km Freistil                                               | Olga Rotschewa                                               | Anastassija Dozenko                                          | Anna Netschajewskaja                                         |
| 26. Februar 2016                                             | Sprint klassisch                                             | Jelena Soboljowa                                             | Darja Wedenina                                               | Julija Iwanowa                                               |
| 29. Februar 2016                                             | 15 km Skiathlon                                              | Olga Rotschewa                                               | Natalja Schukowa                                             | Anna Medwedewa                                               |

### Gesamtwertung Frauen
| Rang | Name                 | Punkte |
| ---- | -------------------- | ------ |
| 1.   | Jelena Soboljowa     | 750    |
| 2.   | Darja Wedenina       | 641    |
| 3.   | Anastassija Wlassowa | 438    |
| 4.   | Maria Davydenkova    | 398    |
| 5.   | Anastassija Kasakul  | 318    |
| 6.   | Olga Zarjowa         | 305    |
| 7.   | Julija Iwanowa       | 270    |
| 8.   | Anna Medwedewa       | 232    |
| 9.   | Natalja Iljina       | 222    |
| 10.  | Alissa Schambalowa   | 220    |
| 11.  | Polina Seronosova    | 208    |
| 12.  | Olga Rotschewa       | 200    |
| 13.  | Olga Michailowa      | 198    |
| 14.  | Anna Povaliaeva      | 194    |

| Rang | Name                 | Punkte |
| ---- | -------------------- | ------ |
| 15.  | Anastasia Moskalenko | 191    |
| 16.  | Olga Repnizyna       | 177    |
| 17.  | Olga Kusjukowa       | 173    |
| 18.  | Zhanna Muraveva      | 166    |
| 19.  | Viktoria Kuramshina  | 154    |
| 20.  | Diliara Sabirzianova | 151    |
| 21.  | Lilija Wassiljewa    | 149    |
| 22.  | Larissa Rjassina     | 147    |
| 23.  | Evgenia Feshina      | 146    |
| 24.  | Anastassija Wlassowa | 136    |
| 25.  | Anastassija Sedowa   | 129    |
| 26.  | Natalja Schukowa     | 125    |
| 27.  | Alena Melnikova      | 120    |
| 28.  | Olga Sergeeva        | 119    |

| Rang | Name                 | Punkte |
| ---- | -------------------- | ------ |
| 29.  | Ksenia Malevannaia   | 114    |
| 30.  | Natalia Rudenko      | 110    |
| 31.  | Elmira Gaianova      | 106    |
| 32.  | Tetjana Antypenko    | 105    |
| 33.  | Jekaterina Chramzowa | 101    |
| 33.  | Anna Netschajewskaja | 101    |
| 35.  | Ksenia Mogilevtseva  | 98     |
| 36.  | Lali Kvaratskhelia   | 97     |
| 37.  | Viktoria Melina      | 95     |
| 38.  | Anna Morkovkina      | 93     |
| 38.  | Natalia Ziuzeva      | 93     |
| 40.  | Maryna Anzybor       | 90     |
| 40.  | Anastasia Mayngardt  | 90     |